# Schloss Wilhelmsthal (Gerstungen)

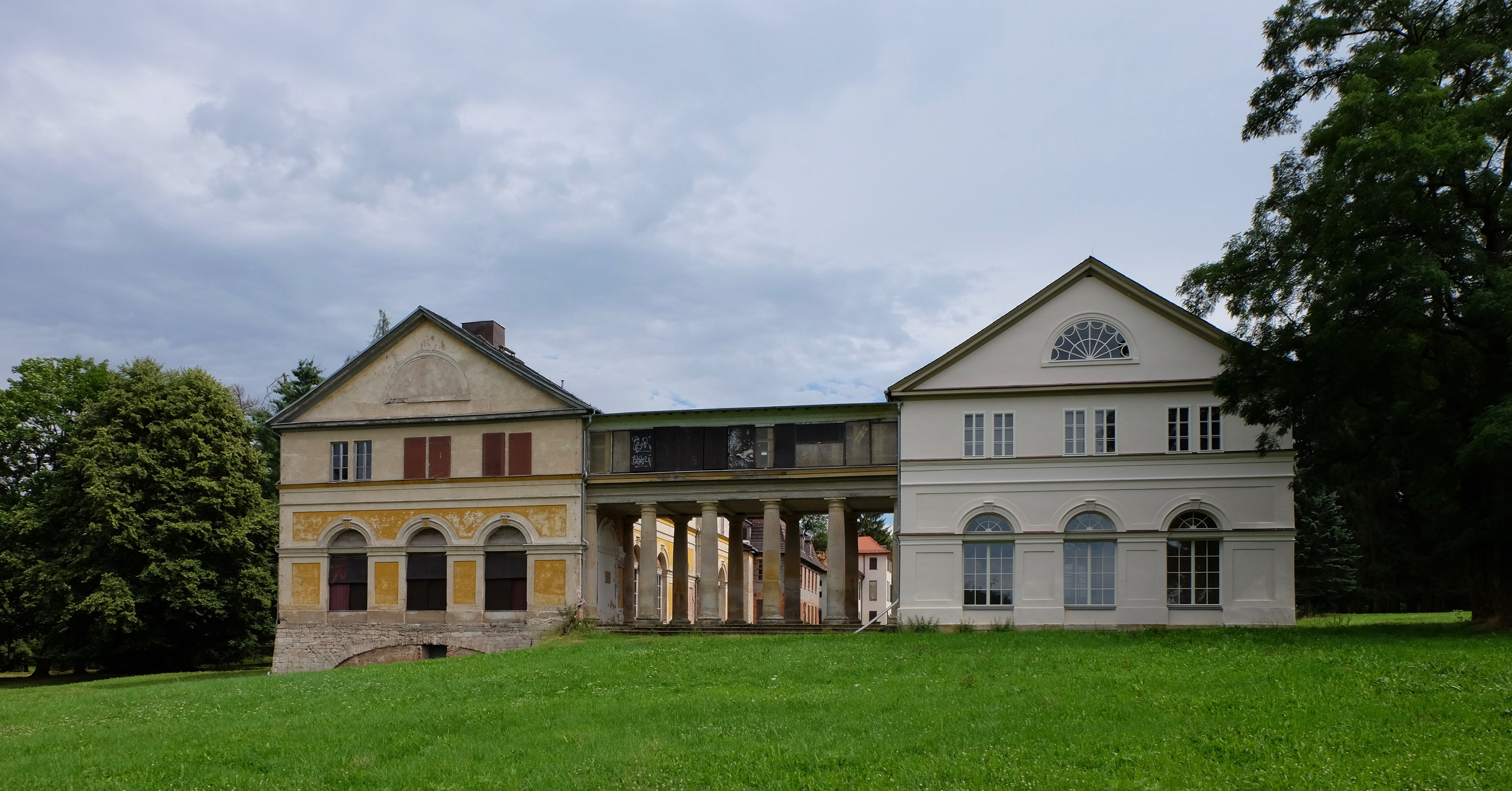
Klassizistische Westfassade der Schlossanlage

Das Schloss Wilhelmsthal ist eine Schloss- und Gartenanlage in Wilhelmsthal, einem Ortsteil von Eckardtshausen in der Gemeinde Gerstungen im Wartburgkreis in Thüringen. Das Sommer- und Jagdschloss befindet sich etwa sieben Kilometer südlich von Eisenach im Tal der Elte. Der Gebäudekomplex wurde in zahlreichen Bauabschnitten von 1709 bis 1913 errichtet. Schloss Wilhelmsthal gilt als letzte erhaltene weltliche Uraufführungsstätte des Komponisten Georg Philipp Telemann.

## Geschichte
Der ursprüngliche Ort wurde erstmals 1349 als „Wintershusen“ urkundlich erwähnt. Die wildreichen Wälder und Wiesen entlang der Elte waren beliebtes Jagdgebiet des Hochadels. Ausgehend von den Eisenacher Schlössern und dem Jagdschloss Marksuhl wurden komfortable Jagdunterkünfte und Stallungen errichtet. Sie entstanden am Rennsteig (Jagdschloss Hohe Sonne) und am Glöckner bei Ruhla. Im Eltetal entstand das Jagdhaus Prunftau, hier verstarb Herzog Johann Georg I. am 19. September 1686 während der Jagdsaison.

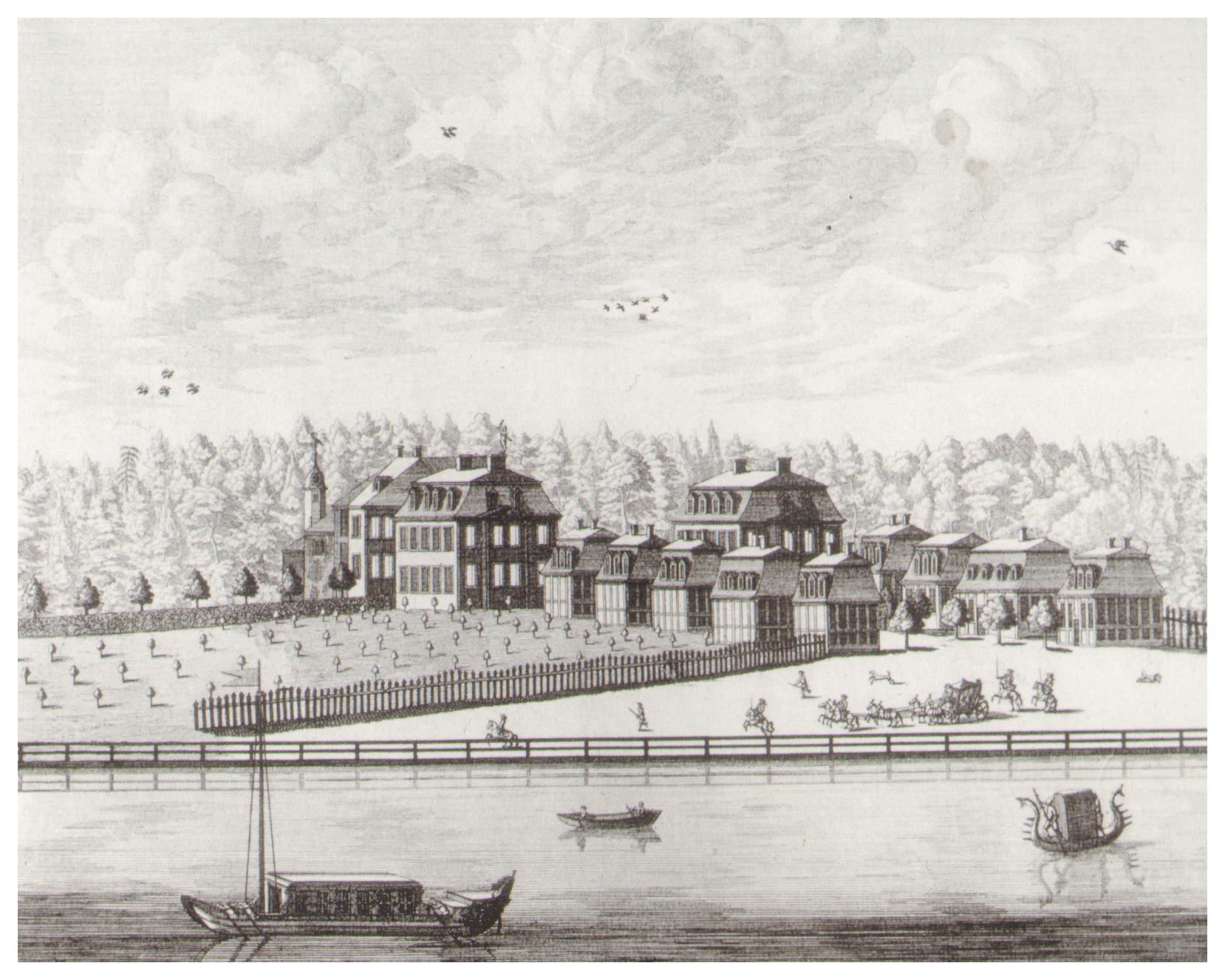
Ansicht der barocken Anlage um 1710

Da das ständige Wirtschaften und Lärmen der Dorfbevölkerung von Wintershusen das Wild verschreckte, mussten die wenigen nach dem Dreißigjährigen Krieg zurückgekehrten Waldbauern in benachbarte Ortschaften umsiedeln, lediglich das Wirtshaus und die Försterei blieben geduldet. Seit 1699 trägt der Ort zu Ehren des Herzogs Johann Wilhelm den Namen Wilhelmsthal. In der Zeit von 1709 bis 1715 baute der Baumeister Johann Mützel die Anlage zu einer Sommerresidenz mit Tiergehegen und terrassenartigen Gartenanlagen um. Von 1698 bis 1719 wurden 16 mehrstöckige Pavillons im Stil des Barock entlang einer Wegachse sowie ein 1714 eingeweihter ovaler Fest- und Konzertsaal, heute als Telemann-Saal bezeichnet, errichtet. Der Konzertsaal gilt als einer der ältesten freistehenden Konzertsäle Europas. Das Wasser der Elte wurde zu einem See angestaut und zur besseren Erreichbarkeit eine direkte Wegverbindung von Eisenach über die Hohe Sonne angelegt, der noch heute der Verlauf der Bundesstraße 19 folgt.

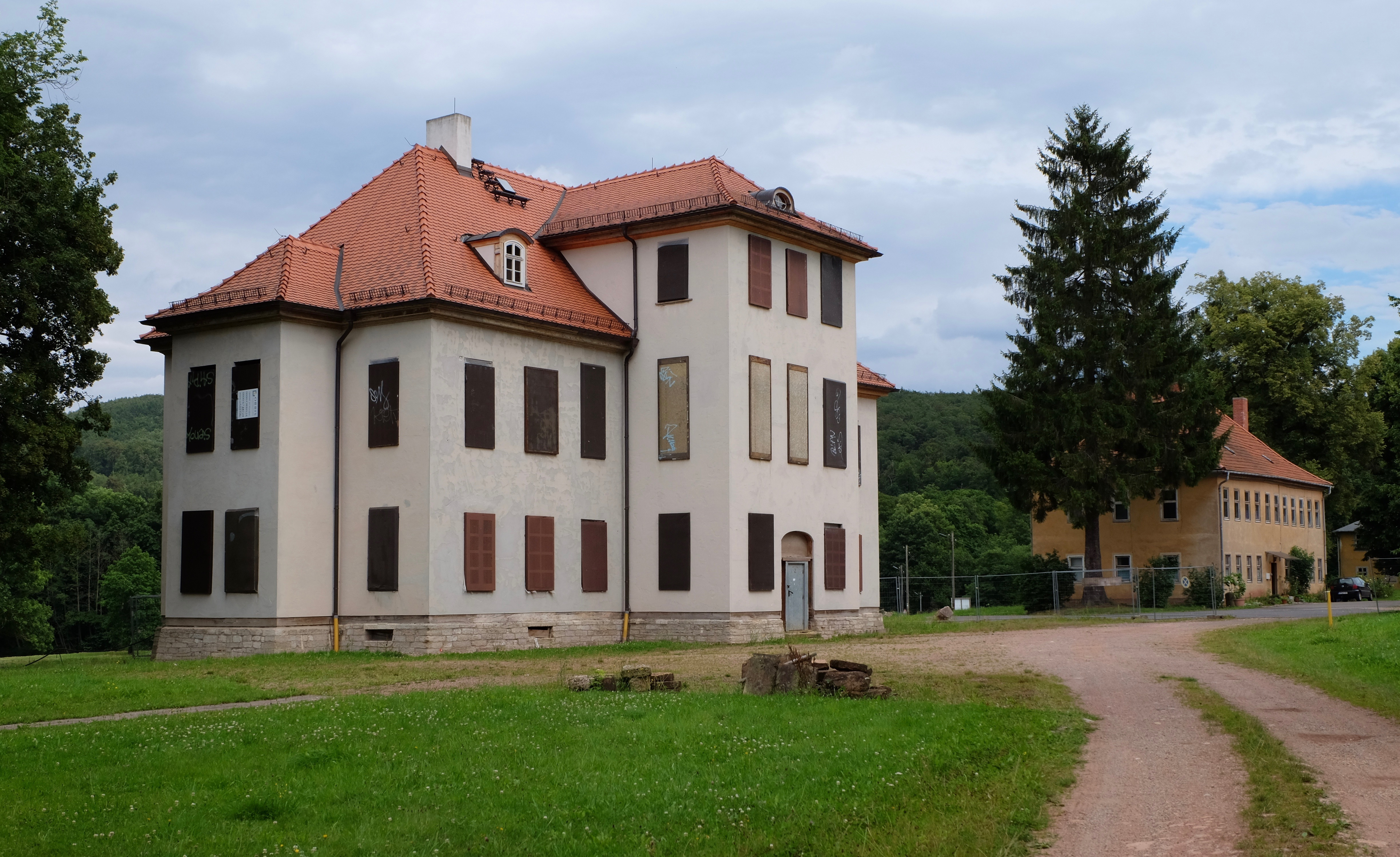
Das barocke Corps de Logis der Schlossanlage

1741 starb die Linie Sachsen-Eisenach aus, Wilhelmsthal gehörte nun zu Sachsen-Weimar-Eisenach. Herzog Ernst August ließ die im schlichten Barockstil gehaltene Anlage im Lauf der folgenden Jahre von seinem Hofbaumeister Gottfried Heinrich Krohne grundlegend umgestalten. Mehrere der Pavillons mussten neuen Bauten im Rokoko-Stil weichen, an einem Ende der Wegachse wurde ein Marstall, am anderen eine Orangerie errichtet. Um 1780 wurde das Waldhaus als Gästehaus erbaut.

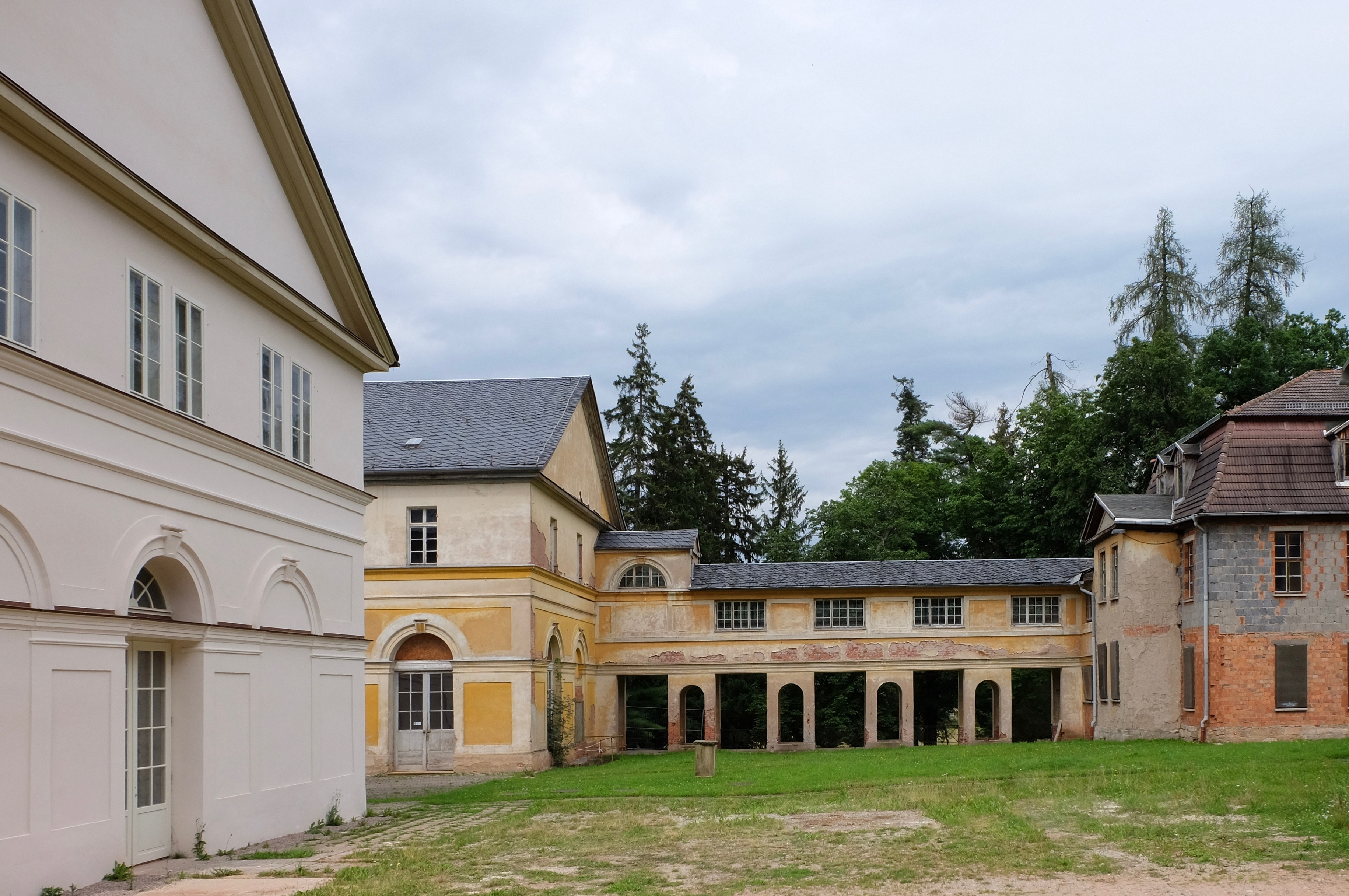
Der Prinzengang verbindet verschiedene Bauabschnitte der Anlage

Der um 1800 angelegte Landschaftsgarten wurde 1852 bis 1855 unter Großherzog Carl Alexander nach Ideen des Fürsten Hermann von Pückler-Muskau unter Mitwirkung der Gartengestalter Hermann Jäger und Eduard Petzold nochmals umgestaltet. Die Veränderungen betrafen vor allem die Form der Waldsäume und großen Wiesenflächen, aber auch die Blumeninsel und andere Schmuckpflanzungen. Die Pläne Pücklers, den Park über den Thüringer Wald bis nach Eisenach und auf das Gebiet um die Wartburg auszudehnen, wurden nicht umgesetzt. 
Von den weiteren Umbaumaßnahmen war auch der Marstall betroffen, der um einen weiteren Flügel und um eine Remise erweitert wurde. Zum Ensemble gehörten auch das „Schweizer Haus“ und Wirtschaftsgebäude. Bis 1913 wurde der klassizistische Pavillon gegenüber dem Telemannsaal durch den Architekten Littmann erweitert und beherbergte moderne Wohnräume der großherzoglichen Familie. 1912 wurde im Schloss Karl-August, letzter Erbgroßherzog von Sachsen-Weimar-Eisenach geboren.
Bis 1941 war die Anlage in Besitz der bis 1918 regierenden großherzoglichen Familie, bevor sie an das Thüringer Finanzministerium verkauft wurde. Die deutsche Wehrmacht beschlagnahmte das Gelände 1942 und nutzte es bis 1945 als Lazarett.
Nach Ende des Zweiten Weltkriegs wurde das Schloss bis 1993 als Kinderheim genutzt. Am 27. September 1947 wurde das „Kinderdorf Wilhelmsthal“ eröffnet, eine von der Volkssolidarität und der staatlichen Verwaltung genutzte Heimstätte für Kriegswaisen – ähnlich den SOS-Kinderdörfern. Die Einrichtung wurde später in Kinderheim-Ernst-Thälmann umbenannt.
Während dieser Zeit wurde die Anlage ihrer Nutzung entsprechend umgestaltet, insbesondere durch Anbauten und die Errichtung neuer Gebäude. Der Telemann-Saal diente als Speisesaal. Neben dem Kinderheim entstand unweit der Schlossanlage das in den Sommerferien 1964 eröffnete Bungalowdorf als Ferienlager der Jungen Pioniere Maxim Gorki. In den Jahren nach 1945 erhielt das Schloss auch erstmals seine verschiedenfarbige (gelb, weiß) Farbgebung der Fassaden.
Mit der Nutzungsaufgabe im Jahr 1993 verfiel die nun leerstehende Schlossanlage zunehmend. Das Areal des Ferienlagers beherbergt heute ein Berufsbildungszentrum, welches auch kurzzeitig Mieter des Schlosses war. Der See diente als Gondelteich Naherholungszwecken.

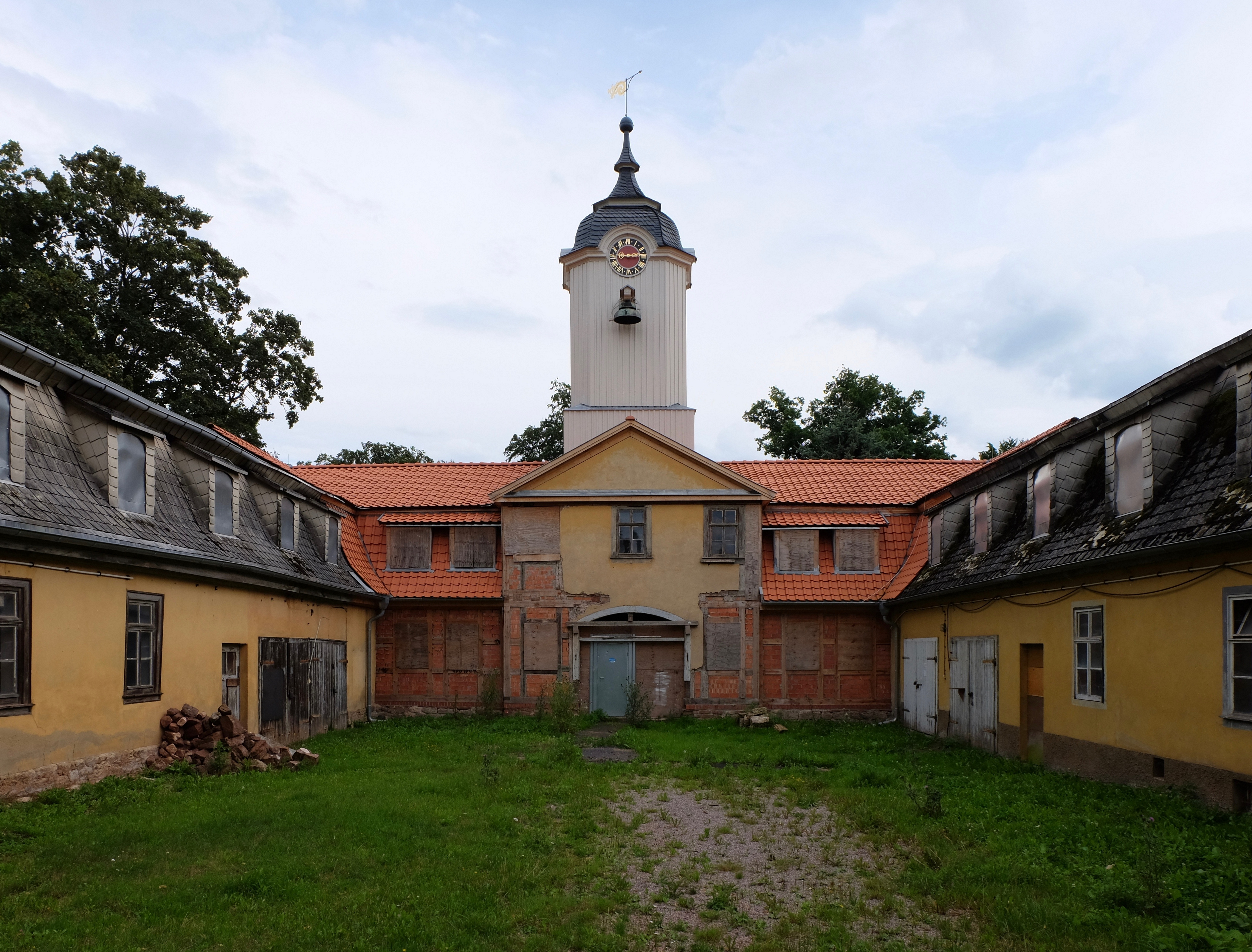
Der Marstall während der Sanierung

Seit dem Jahr 2001 war die denkmalgeschützte Schlossanlage vom Land Thüringen erfolglos zum Verkauf ausgeschrieben. Im Juni 2009 wurde die Liegenschaft von der Stiftung Thüringer Schlösser und Gärten übernommen, die Schritte zur Sicherung und Sanierung des Baudenkmales einleitete. Im Jahr 2011 erfolgte eine grundhafte Restaurierung eines Teilbereiches des Landschaftsparks zwischen Corps de Logis und der Blumeninsel mit Mitteln aus dem Konjunkturpaket II. Trotz der Sanierungsanstrengungen galten Teile des Schlosses, vor allem die historische Stuckdecke im Telemann-Saal, als akut einsturzgefährdet.
2014 konnte der Mitteltrakt des Marstalls mit dem Uhrturm saniert und vor dem Einsturz gerettet werden. 2015 wurden konkrete Maßnahmen zur Sanierung des Schlossareals umgesetzt. Die Parkgestaltung schritt voran, eine Löschwasserzisterne wurde errichtet, der Damm des Wilhelmsthaler Sees saniert. Neben dem Marstall wurden Anbauten aus der DDR-Zeit abgebrochen und ein Parkplatz für Besucher geschaffen. Der südliche Teil des Neuen Schlosses mit dem Telemannsaal wurde äußerlich saniert, er erhielt neue Fenster mit Fensterläden und einen weißen Farbanstrich in Anlehnung an die Farbgebung um 1910. Auch das Dach wurde neu gedeckt. 2020 begann die Innensanierung des Saals.

## Persönlichkeiten

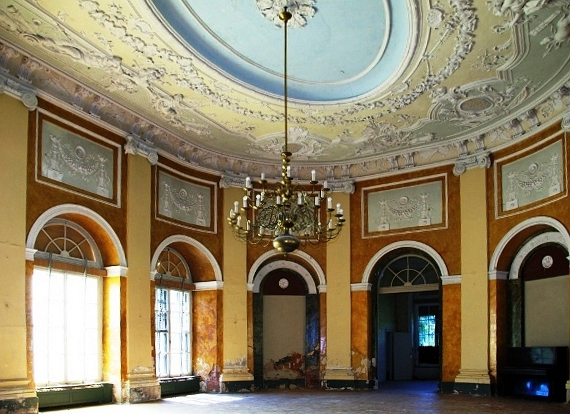
Das Innere des Telemannsaals

Zahlreiche prominente Persönlichkeiten weilten im Schloss. Zu ihnen gehörten der Komponist Franz Liszt und Zar Alexander I. als Gäste. Großherzogin Maria Pawlowna verbrachte hier die Sommermonate und veranstaltete literarische Nachmittage.
Zwischen 1716 und 1725 wurden im Konzertsaal des Schlosses Werke von Georg Philipp Telemann uraufgeführt. Der Komponist war von 1706 bis 1712 am Hof von Herzog Johann Wilhelm von Sachsen-Eisenach tätig gewesen. Einer Vereinbarung von 1717 zufolge hatte Telemann aber als Kapellmeister „von Haus aus“ weiter regelmäßig kirchliche und weltliche Kompositionen nach Eisenach zu senden und deren Exklusivität zu garantieren. Dazu gehören Serenaden zu Geburtstagen der herzoglichen Familie. Sieben Aufführungen solcher Werke sind in Wilhelmsthal belegt. Die Texte nehmen immer wieder auf Wilhelmsthal Bezug. So heißt es in der Serenade von 1725: „Du bist es schöner Ort, geliebtes Wilhelmsthal,/Das die Natur und Kunst vortrefflich ausgeschmücket;/Es hat dir die Natur/So viele Anmuth beygelegt,/Als mancher Ort, den die verschwenderische Pracht/Zum Wunder-Werck der Welt gemacht,/Fast nicht in seinen Grenzen hegt./Allein/Du würdest doch ein Himmel seyn,/Dem seine Sonne fehlet;/Wenn dich ein Hertzog nicht/Zu Seinem Wohn-Platz offt erwählet.“ In den Texten wird nicht nur der genius loci gepriesen, sondern auch der Ort der Zusammenkünfte konkret benannt: „In deinen Auen,/Will ich den steten Wohn-Platz bauen,/Du angenehmes Wilhelmsthal./Ich will ergetzen aller Hertzen/Die jetzt voll Freuden lachen, scherzen,/in deinem schönerbauten Saal.“ 25 bis 30 Musiker sind archivalisch belegt. Für Aufführungen dieses Umfangs bietet in Wilhelmsthal nur der heute Telemannsaal genannte Raum ausreichend Platz.
Auch Johann Wolfgang Goethe war mehrere Male Gast auf Schloss Wilhelmsthal. Einer Anekdote zufolge soll er bei einem Aufenthalt während seiner Weimarer Zeit in den 1770er Jahren im Schlosspark Steinfiguren umgestoßen haben, die ihm missfielen. Später entstand hier sein Werk Die Wahlverwandtschaften. Die italianisierenden Fassaden auf der Seeseite sollen auf ihn zurückgehen.

## Bilder

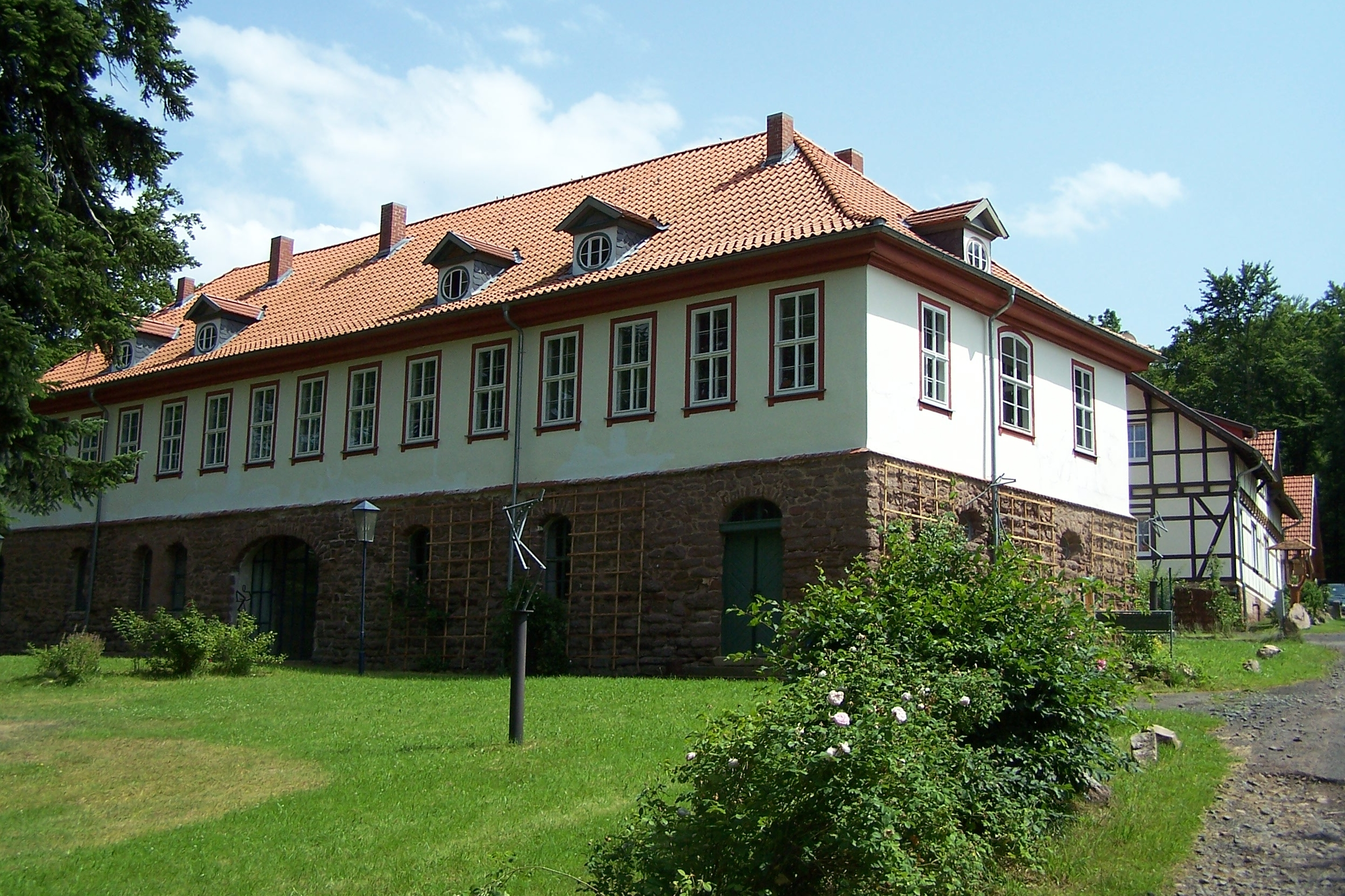
Das 1780 als Gästehaus errichtete Waldhaus
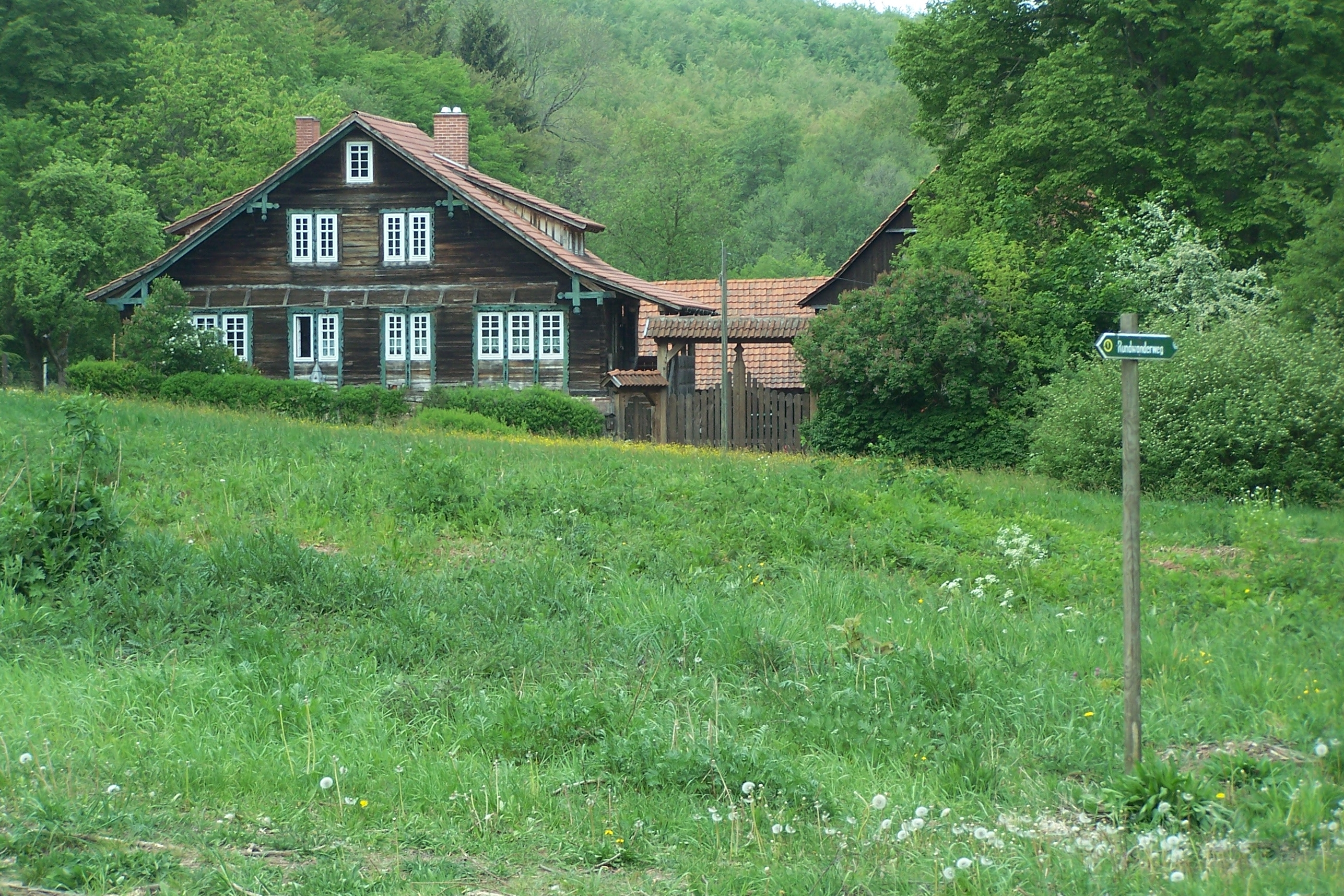
Das 1802 erbaute Schweizerhaus
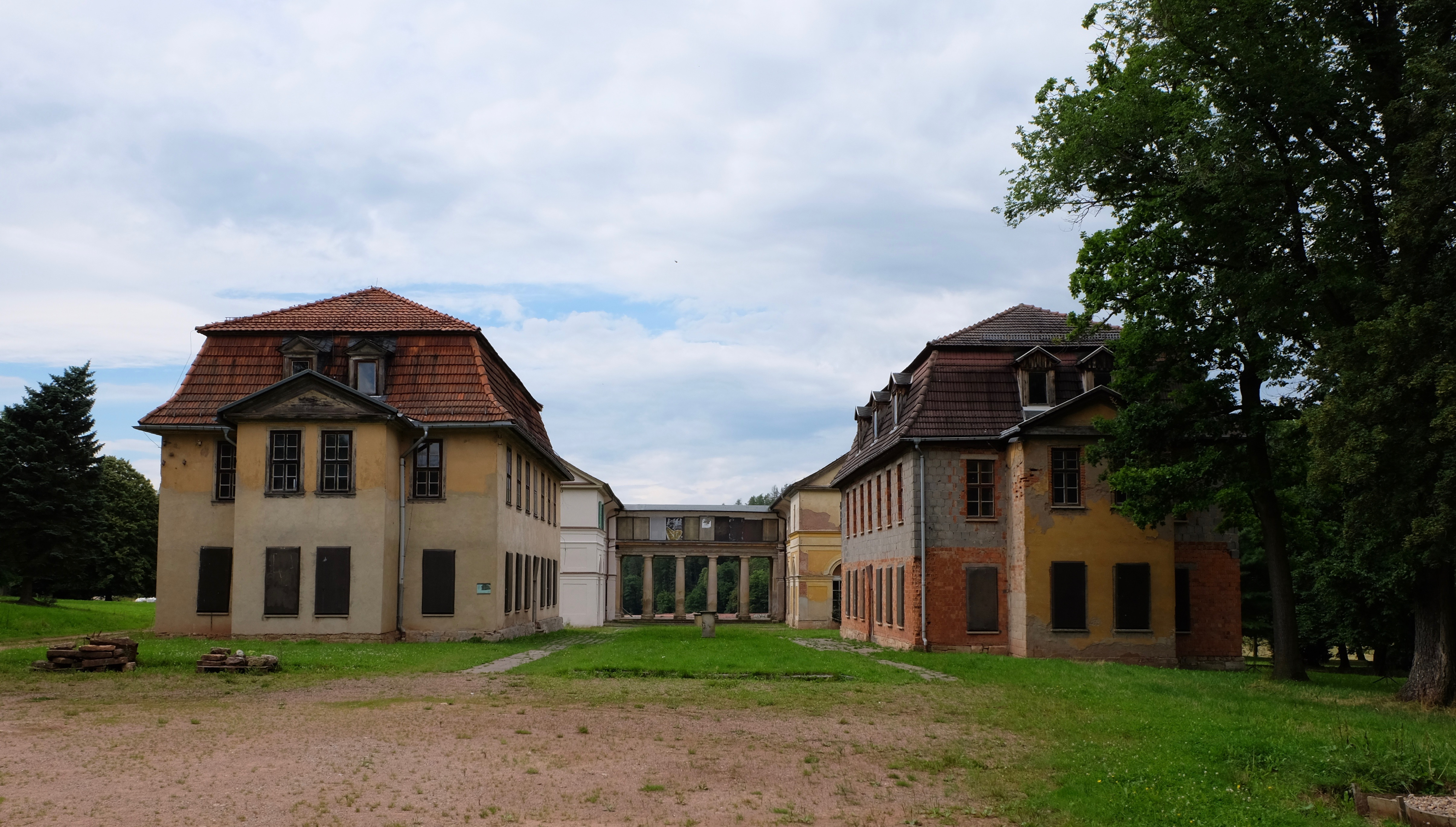
Blick auf Prinzessinnen- und Prinzenhaus